# Ditta Luigi Figini & Compagnia
Ditta Luigi Figini & Compagnia war ein italienischer Hersteller von Motorrädern und Automobilen.

## Unternehmensgeschichte
Das Unternehmen aus Mailand begann 1898 mit der Produktion von Fahrrädern mit Hilfsmotoren und Motorrädern. 1900 kam die Produktion von Automobilen dazu. 1910 endete die Motorradproduktion und 1913 die serienmäßige Automobilproduktion. 1919 wurde das letzte gefertigte Automobil als Prototyp auf dem Automobilsalon von Mailand ausgestellt.

## Automobile
Das erste Modell hatte einen Stahlrohrrahmen, einen Einzylindermotor mit 4 PS Leistung und bot Platz für vier Personen. Danach folgten Spider und Tonneau mit Zweizylindermotoren und wahlweise 6 PS oder 8 PS. Später gab es Modelle mit Vierzylindermotoren, die zwischen 12 und 50 PS leisteten.